# Muraltia ericoides
Muraltia ericoides là một loài thực vật có hoa trong họ Polygalaceae. Loài này được Steud. mô tả khoa học đầu tiên.